# La Mocarraca
La Mocarraca är en ort i Mexiko.   Den ligger i kommunen Cotaxtla och delstaten Veracruz, i den sydöstra delen av landet, 300 km öster om huvudstaden Mexico City. La Mocarraca ligger 44 meter över havet och antalet invånare är 125.
Terrängen runt La Mocarraca är platt. Runt La Mocarraca är det ganska glesbefolkat, med 39 invånare per kvadratkilometer. Närmaste större samhälle är Soledad de Doblado, 17,2 km norr om La Mocarraca. Omgivningarna runt La Mocarraca är en mosaik av jordbruksmark och naturlig växtlighet.